# System (Seal)
System è il quinto album in studio del cantante britannico Seal, pubblicato il 12 novembre 2007 dalla Warner Music UK. L'album è riuscito ad arrivare sino alla trentasettesima posizione degli album più venduti nel Regno Unito, ed alla trentacinquesima della Billboard 200.

## Tracce
1. If It's in My Mind, It's on My Face – 5:11
2. Amazing (Thin White Duke Edit) – 3:27
3. Just Like Before – 4:42
4. Loaded – 5:20
5. Wedding Day (con Heidi Klum) – 3:57
6. System – 3:48
7. Dumb – 4:12
8. The Right Life – 5:09
9. Rolling – 4:30
10. Immaculate – 4:14
11. Amazing – 3:02

Tracce bonus di iTunes
1. The Right Life (Eddie Amador's Backroom Stripped Mix) – 8:21
2. Amazing (Bill Hamel Vocal Edit) – 5:02
3. Amazing (Kaskade Remix) – 6:34
4. Killer (Live in Germany) – 6:32
5. Crazy (Live in Germany) – 5:25
6. Get It Together (Live in Germany) – 5:20
7. Amazing (Bill Hamel Stripped Mix) – 8:39
8. Interview: The Making of System (iTunes Pre-order Bonus Track) – 5:00